# Rinnerbach (Offensee)
Der Rinnerbach ist ein Zufluss des Offensees in Oberösterreich. Der Bach entspringt im Toten Gebirge im Gemeindegebiet von Ebensee am Traunsee. Die Quelle befindet sich unterhalb des Rinnerkogels beim Jägerbründl. Anfangs fließt er zum Rinnerboden mit der Rinnerhütte und stürzt im Bereich des Moosbründls über eine Geländekante zum Tal des Offensees. Im unteren Verlauf hat der Bach eine große Breitenvarianz und er führt viel Kies und Schotter mit sich. Der Bachverlauf ist weitgehend naturnah mit Schotterbänken und Totholz. Der Rinnerbach fällt oberflächlich oft trocken.